# Metascrancia jansei
Metascrancia jansei är en fjärilsart som beskrevs av Sergius G. Kiriakoff 1970. Metascrancia jansei ingår i släktet Metascrancia och familjen tandspinnare. Inga underarter finns listade i Catalogue of Life.